# Þórhallur Oddsson
Þórhallur Oddsson (Thorhallur, n. 965), fue un vikingo y bóndi de Gufafjörður, Hjardarholt, Austur-Bardastrandarsýsla en Islandia. Es un personaje de la Saga de Laxdœla, y saga de Egil Skallagrímson. Se casó con Bergþóra Ólafsdóttir (n. 971), hija de Ólafur pái Höskuldsson, y de esa relación nació Kjartan Þórhallsson (n. 1000).